# Nylandspojkarna
Bröderna Nylands Erik Olsson, född 22 maj 1889 i Bingsjö i Dalarna, död 10 februari 1965 i Vancouver, Washington i USA och Nylands Jonas Gotthard Olsson, född 16 april 1899 i Bingsjö, död 4 mars 1968 i Vancouver, tillsammans ofta kallade Nylandspojkarna, var riksspelmän på fiol från Bingsjö i Dalarna.

## Biografi
Bröderna kom från Nylandsgården i Bingsjö och var tillsammans med deras äldre bror Nylands Olof (f. 1879) och systrarna Anna (f. 1859) och Kerstin (f. 1892) barnbarn till spelmannen Nylands Olof Olsson (”Nylands Olle” eller ”Nylandsgubben” kallad). Nylandsgården finns inte kvar; brödernas föräldrar blev de sista innehavarna, men delar av den utgör numera prästgården i Bingsjö efter att kyrkan köpte och flyttade delar av gården när Nylandspojkarna utvandrat till USA. Nylandspojkarna arbetade ofta inom skogsindustrin i Hälsingland. Vid den här tiden flyttade många till Hälsingland för att arbeta inom skogsindustrin, vilket gjorde att Nylandspojkarnas spel var innovativt, dansant och innehöll många nya strömningar.
De båda bröderna utvandrade till USA 1926, först till South Dakota och sedan till Vancouver i Washington i september 1933 där Erik startade en brädgård och Jonas ett måleri. Erik miste tre fingrar i en sågolycka, men kunde så småningom spela igen med fingerstumparna på handen. År 1950 kom bröderna på hembesök och spelade upp för Zornmärket i silver och blev riksspelmän vid en spelmansstämma i Leksand. De beskrevs ha ”bevarat sina låtar och sitt stilenliga spelsätt under alla dessa år”. Erik avled 1965 i Vancouver och Jonas tre år senare på samma ort. De fick inga barn.
Några vanliga låtar efter Nylandspojkarna är t.ex. polskorna Nerifrån (Nôdifrå) Uppifrån (Oppifrå)
och Mittemellan (Mitt’n) och ett antal valser.